# Musculus taylori
Musculus taylori är en musselart som först beskrevs av Dall 1897.  Musculus taylori ingår i släktet Musculus och familjen blåmusslor. Inga underarter finns listade i Catalogue of Life.